# 葉痕

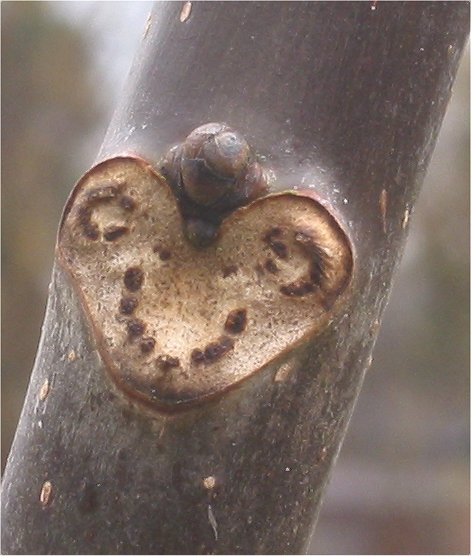
ペルシャグルミ （クルミ科）の葉痕

葉痕（ようこん、英: leaf scar）とは、葉が落ちた後に茎面に見られる印痕のことである。葉印（よういん）とも。葉痕の形は、直接的には葉柄基部が枝に付く接点の断面の形状を反映している。葉痕とその中に見られる維管束痕の特徴は、樹木の同定に用いられる。
多年生植物において、形成されてから一定の期間が経過した葉は基部に離層を分化して茎から離脱する。その脱落後には葉痕が見られる。茎の二次肥大成長が進行するにつれ、コルク組織や不定根に覆われたり、樹皮が剥がれ落ちて葉痕は消えていく。それらが発達せずに茎が肥大すると、葉痕は横に長い形となる。

## 形状

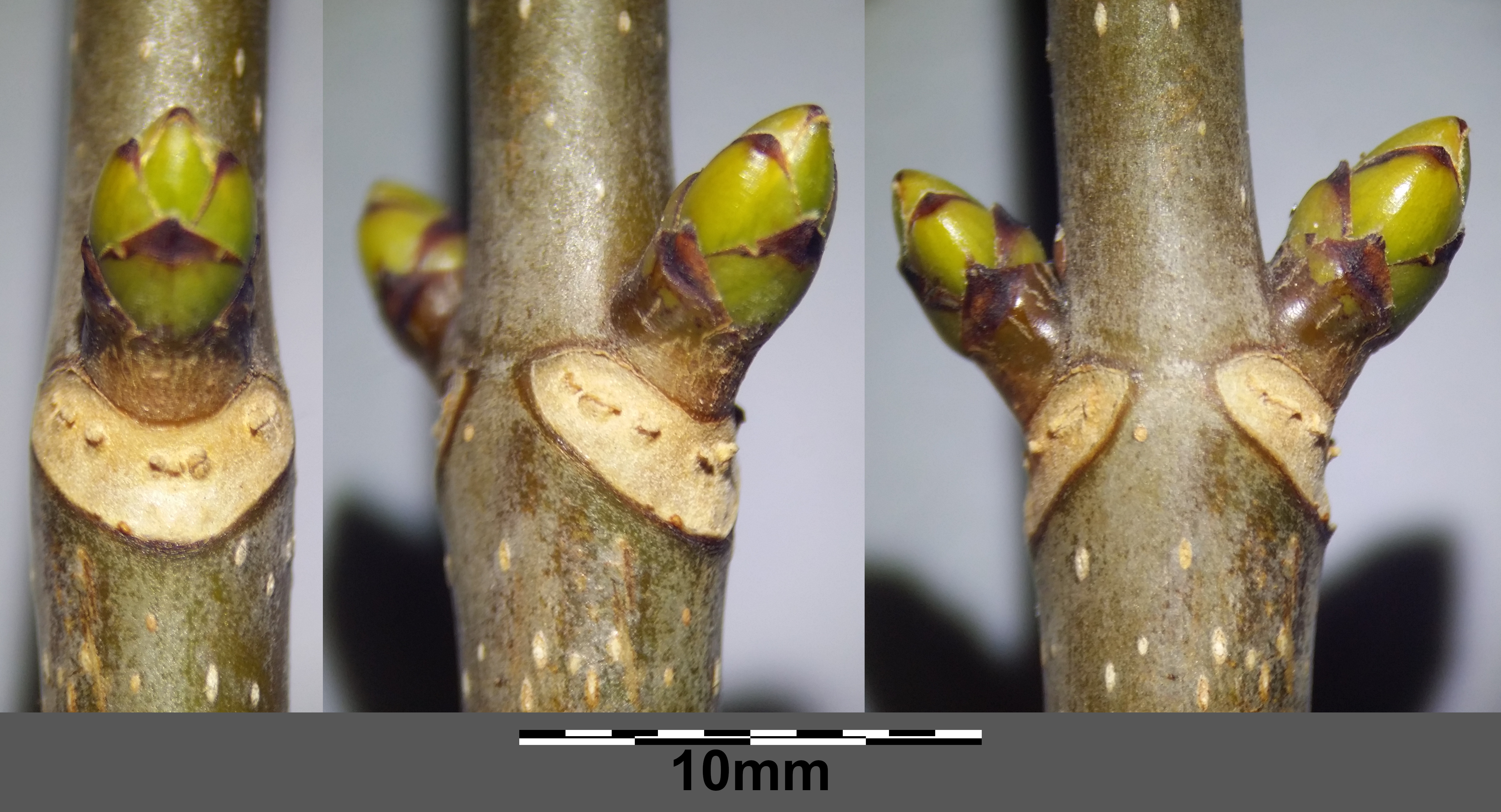
セイヨウカジカエデ （ムクロジ科）の葉痕

葉痕は種によってさまざまな形態を示す。種によって形がほぼ一定であり、属や科によって決まっていることもある。葉痕、葉が茎に接した面の形や位置を示す良い証拠となっている。葉の大きさと維管束の配列、葉柄内芽を持つかどうかが葉痕の大きさや形を決めている。
多くの場合、葉痕には維管束の配列状態が反映されている。維管束の断面は斑点として保存されており、維管束痕（いかんそくこん）と呼ばれる。一部の例外を除き極めて安定しているため、その数や分布も分類形質となる。
托葉が枝に付着していた痕跡は托葉痕（たくようこん）と呼ばれる。托葉を持つ葉を形成する種では、葉痕または葉柄基部の左右の肩の位置にみられる。托葉が離層より上の葉柄側に付く種では、托葉を持つ葉であっても托葉痕は見られない。
また、芽鱗の脱落痕は芽鱗痕（がりんこん）という。芽鱗痕は1年生枝と2年生枝の境界部に見られる。鱗片葉の葉痕の多くは線形である。
維管束痕は3個の点、もしくは1個が弧状となっているものが多い。樹木では、イチョウのみ唯一2個の維管束痕を残す。維管束痕が1個の樹木では、葉痕の形はふつう、円形、扁円形、半円形、腎形、三角形などになる。楕円形や角の丸くなった三角形の葉痕は多くの樹木に見られ、ツツジ科の多くやリョウブは三角形の葉痕を持つ。ほかに、三日月形（新月形）のもの、心形（ハート形）のものも知られる。凹部を持つものでは、T字形、O字形（環形）、U字形、V字形、Y字形などと表現されるほか、楯形や倒松形と形容されるものもある。倒松形やT字形は、維管束痕が3個か、3か所に分かれるものにみられる。特に、T字形は大型の複葉をもつ樹木に見られ、オニグルミのT字形の葉痕はサルの顔に喩えられる。

### 葉痕と冬芽
落葉樹の葉痕は、その腋芽である冬芽とともに観察される。ナナカマドやカマツカ（バラ科）では、落葉後に葉柄基部が冬芽の下に宿存し、春になると落ちる。
スズカケノキ Platanus orientalis（スズカケノキ科）の葉痕は環形（O字形、U字形とも）であるが、これは葉柄内芽を形成する植物で見られるものである。葉柄内芽（ようへいないが、intrapetiolar bud）は、腋芽が葉柄の鞘部に包まれることで形成される芽で、葉柄が落下後に環状の葉痕を残し、その中心に冬芽が現れる。ほかにユリノキ（モクレン科）、ハクウンボクおよびコハクウンボク（エゴノキ科）、フジキやユクノキ（マメ科）、ウリノキ（ミズキ科）、キハダ（ミカン科）などにみられる。
また、ニセアカシア（マメ科）のような隆起した葉枕を持つ植物では、葉痕の内側に冬芽が形成され、外観では見えない隠芽（いんが、concealed bud）となる。サルナシやミヤママタタビ（マタタビ科）も葉痕の内側に隠芽を持つが、同属のマタタビの冬芽はわずかに裸出し、半隠芽（はんいんが、semiconcealed bud）と呼ばれる
節間成長が起こらない短枝は、1個の頂芽（休眠芽）をつけて葉痕や芽鱗痕を密に残す。短枝はふつう2年生の長枝の側枝として形成され、わずかに伸長し、数年後枯死して脱落する。

### 形状の例
| 形                | 画像                                                        | 例 |
| ----------------- | ----------------------------------------------------------- | --- |
| 円形              | ツタ Parthenocissus tricuspidata （ブドウ科）               | （円形）アメリカイワナンテン、エゴノキ、 （円形 - 心形）ウルシ、キリ、 （ほぼ円形）ユリノキ、アカメガシワ、ツタ、マタタビ、イヌビワ、 （半円 - 円形）ゴンズイ、ムラサキシキブ・ヤブムラサキ （円形 - 楕円形）アオギリ、ニセアカシア |
| 扁円形 （平円形） | ハルニレ Ulmus davidiana var. japonica （ニレ科）           | （扁円形）ツルコウジ、ミヤマトベラ、ウメ・スモモ、インドボダイジュ、クスドイゲ、リンボク、コヤスノキ、 （ほぼ扁円形）ヒメコウゾ、 （扁円形 - 心形）カジノキ、 （平円形 - 三角形）ケヤマハンノキ、（平円形 - ほぼ三角形）ヤマハンノキ |
| …                 | ハルニレ Ulmus davidiana var. japonica （ニレ科）           | （半円 - 扁円形）クロガネモチ、マツブサ、ケヤキ、ハルニレ、ヤマグワ、クマシデ |
| 半円形            | アカガシワ Quercus rubra （ブナ科）                         | （半円形）マユミ、コマユミ、ダンコウバイ、クロモジ、コクサギ、ハナイカダ、イチョウ、ソメイヨシノ、メタセコイヤ、アキグミ、ネジキ、クリ、ウメモドキ、サワフタギ・クロミノニシゴリ、アカシデ・イヌシデ、イワシデ、ハンノキ、フウ、ナンキンハゼ、 （ほぼ半円形）ヤマコウバシ、ブナ・イヌブナ、ノブドウ・サンカクヅル、 （縦長の半円形）アワブキ、（半円 - 縦長の半円形）マルバアオダモ、 （半円形 - V字形）ミズキ、（半円形 - 浅いV字形）アズキナシ |
| …                 | アカガシワ Quercus rubra （ブナ科）                         | （半円形 - 三角形）エドヒガン、マンサク、シラキ、シナノキ、エゾエノキ、ツノハシバミ、ネムノキ、ナラガシワ、シロモジ、シラカンバ、レンギョウ属 |
| 三角形            | ドウダンツツジ Enkianthus perulatus （ツツジ科）            | （三角形）ナシ、ネムノキ、バイカウツギ・ウツギ、ボタン、ドウダンツツジ、ホツツジ、キョウチクトウ、 （V字形 - 三角形）ズミ、ミヤマガマズミ、 （扁円形 - 三角形）モモ |
| …                 | ドウダンツツジ Enkianthus perulatus （ツツジ科）            | （三角形 - 心形）バイカウツギ、ヤマハゼ、リョウブ、コバノミツバツツジ、 （三角形 - 半円形 - 心形）サンショウ、ハゼノキ、（心形 - 楯形）ヤマウルシ |
| 心形 （ハート形） | シンジュ Ailanthus altissima （ニガキ科）                   | （心形）シンジュ、ニガキ、 （心形 - 半円形）アブラチャン |
| …                 | シンジュ Ailanthus altissima （ニガキ科）                   | （心形 - 腎形）ニワトコ、ホオノキ、カラスザンショウ、シナサワグルミ、トチノキ、 （心形 - 腎形 - 三角形）サワグルミ |
| 腎形              | ビロードトネリコ Fraxinus pennsylvanica （モクセイ科）      | （半円形 - 腎形）カキノキ、アンズ、イヌザクラ、モミジバフウ、 （腎形 - 半円形 - 三角形）コナラ属 |
| 三日月形          | ナナカマド Sorbus commixta （バラ科）                       | （三日月形）ナナカマド、ニシキギ、ヤマブキ、キヅタ、スノキ、ザイフリボク、ヤドリギ、 （三日月形 - 半円形）ハナミズキ、ウワミズザクラ、アオハダ、タンナサワフタギ、アオモジ、ミズメ |
| …                 | ナナカマド Sorbus commixta （バラ科）                       | （V字形 - 三日月形）モクレン・コブシ、シダレヤナギ、イヌコリヤナギ、カエデ属の多数、カツラ、 （新月形 - V字形）ツルアジサイ、 （V字形 - 三日月形 - 三角形）タムシバ |
| V字形             | ヌルデ属の1種 Rhus typhina （ウルシ科）                     | （V字形）コシアブラ・タカノツメ、ハリギリ、ウコギ、ネコヤナギ、ヤマヤナギ・ヤマネコヤナギ、カマツカ、ヤツデ、トウカエデ、イタヤカエデ （V字形 - 三角形 - 扁円形）ケケンポナシ |
| …                 | ヌルデ属の1種 Rhus typhina （ウルシ科）                     | （V字型 - U字型）リンゴ、ウリカエデ、ハウチワカエデ、タラノキ、エンジュ、 （馬蹄形 - U字形 - V字形）ヌルデ |
| U字形             | ハウチワカエデ Acer japonicum （ムクロジ科）                | （U字形）カンザブロウノキ、ヤマウコギ |
| …                 | ハウチワカエデ Acer japonicum （ムクロジ科）                | （O字形 - U字形）モミジバスズカケノキ、キハダ、ユクノキ |
| O字形 （環形）    | モミジバスズカケノキ Platanus ×hispanica （スズカケノキ科） | （O字形）ウリノキ、 （長いO字形）ハクウンボク・コハクウンボク |
| 倒松形            | ペルシャグルミ Juglans regia （クルミ科）                   | （倒松形）サイカチ、 （心形 - 倒松形）テウチグルミ、アジサイ、 （三角形 - 倒松形）イワガラミ、ハコネウツギ・ニシキウツギ、 （V字形 - 倒松形）コアジサイ、ガマズミ・ヤブデマリ、ヤマナラシ |
| T字形             | マンシュウグルミ Juglans mandshurica （クルミ科）           | （T字形）オニグルミ、センダン、 （三角形 - T字形）カロリナポプラ |

## 茎を覆う葉痕
シダ類のヘゴ科では、葉柄の断面は少なくとも細い維管束が背軸側と向軸側にそれぞれ集合し、通気組織を2列持つ。中でも離層を形成する種では、葉が脱落した後に、茎の表面に逆さの「丸八」字状の維管束痕を持つ葉痕を残す。マルハチ Sphaeropteris mertensiana の和名は、この葉痕の特徴から名付けられた。葉痕の周りは不定根が覆い、「幹」（trunk-like stem）と呼ばれる茎を形成する。なお、離層が発達しない種では、茎は枯れた葉柄基部に覆われる。
サトイモ科のヒトデカズラ属 Thaumatophyllum では、近縁のフィロデンドロン属 Philodendron に比べ茎の節間が著しく伸長して木生となり、茎の表面に葉痕と鞘内小鱗片（intravaginal squamule）が見られる。
カナリーヤシやセネガルヤシなどのヤシ科ナツメヤシ属 Phoenix に属する木生単子葉類では、直立する幹に葉柄基部と繊維網が長く固着するが、徐々に脱落し、表面に波状の環紋となった葉痕や角状突起が見られる。
上記のうちヘゴ科は「木生シダ類」、ヤシ科は「木性単子葉植物」と呼ばれ、いずれも茎が厚壁組織を作って硬くなり、「幹」を作って大型化するが、維管束形成層から二次木部を分化する二次肥大成長を行わない。一般に葉痕は茎の二次肥大成長の進行に伴い、二次組織に覆われたり、古くなった樹皮が脱落することで消えていくが、木生シダや木性単子葉植物では維管束形成層を欠くため、長期にわたって葉痕が茎を覆うように残り続ける。

## 枝痕

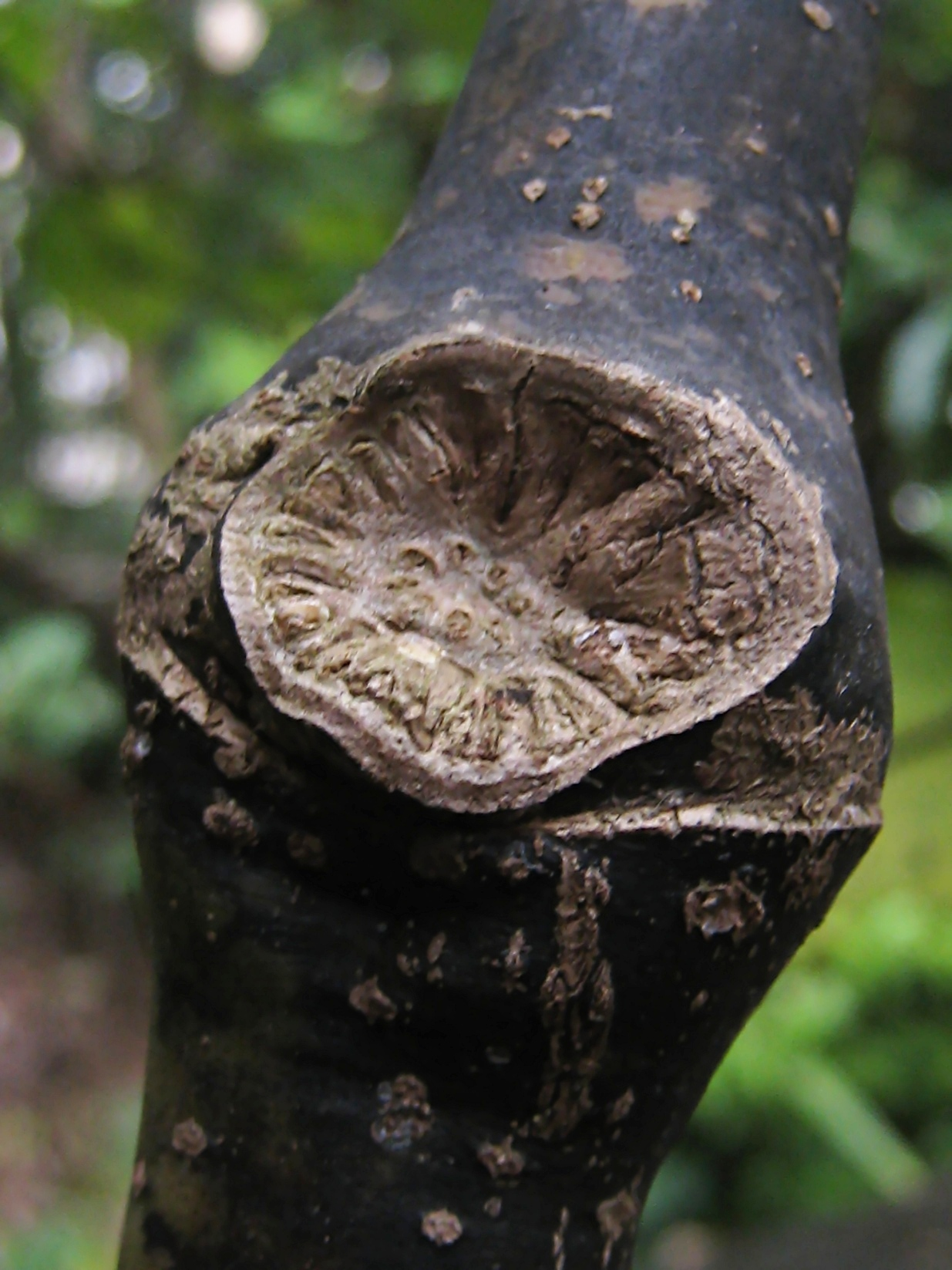
カワカワ （コショウ科）の枝痕

葉痕と似た現象として、枝が脱落した痕を茎面に残す植物もある。これは枝痕（しこん、twig scar）と呼ばれる。枝痕は冬季や乾季のような生育不適期に枝先が枯死することによって形成される。枝痕の大きさや位置にはさまざまな変異が見られる。もともとあった枝が落ちるため、最上位の側芽が頂芽のように振舞うことになり、これを仮頂芽（かちょうが、pseudoterminal bud）という。
日本産広葉樹のうち、枝痕を形成するものは互生の種に多い。例えば、シナノキ属 Tilia、ブナ属 Fagus、クマシデ属 Carpinus などが挙げられる。ヤナギ属 Salix やクリ属 Castanea では、仮頂芽の基部の葉痕と相対する位置に比較的大きな枝痕を形成する。ハンノキ属 Alnus、カバノキ属 Betula、ハシバミ属 Corylus では仮頂芽の基部に枝痕ができる。
対生のものでは、ミツバウツギ属 Staphylea、 キハダ属 Phellodendron、カエデ属 Acer のうちタカオモミジ、ハウチワカエデ、チドリノキなど、カンボク Viburnum opulus で枝痕が見られる。対生葉の場合には、対生する腋芽の間に直接、または瘤状突起の先端に枝痕ができる。

## 小葉植物の器官脱離
化石小葉植物であるリンボク類は二次木部を形成する木本植物である}。リンボク Lepidodendron やフウインボク Sigillaria、レピドフロイオス Lepidophloios などが知られる。

### 葉枕
葉枕（ようちん、leaf cushion）は、リンボク類の葉（小葉）の基部にみられる肥厚部である。リンボク類では、葉は葉枕を茎上に残して脱落し、茎に鱗状に配列したまま化石化している。そのため、葉序が明らかとなっている。葉枕は小葉の脱落後、基部が隆起して形成されると考えられている。
また葉枕の形や相互の位置と、葉痕の表面の様子は種を区別する分類の標徴形質となっている。横断面は菱形や卵形となる。フウインボクでは、六角形から広楕円形の葉痕を作った。そして、その六角形の模様が縦列を作った。フウインボクの和名は、この葉痕の特徴から名付けられた。
葉枕や葉痕はコルク形成層から作られた周皮によって見えなくなってゆく。
リンボク類の葉痕には1本の維管束痕（葉跡）があり、その側方にパリクノス（parichnos、通気孔）と呼ばれる対になった小さな痕跡が見られる。パリクノスは茎の皮層から葉身に伸びており、ゆるやかに結合した柔細胞によって構成されている。これは通気組織としての働きを持っていたと考えられている。2対のパリクノスを持つものも知られる。

### リゾモルフ

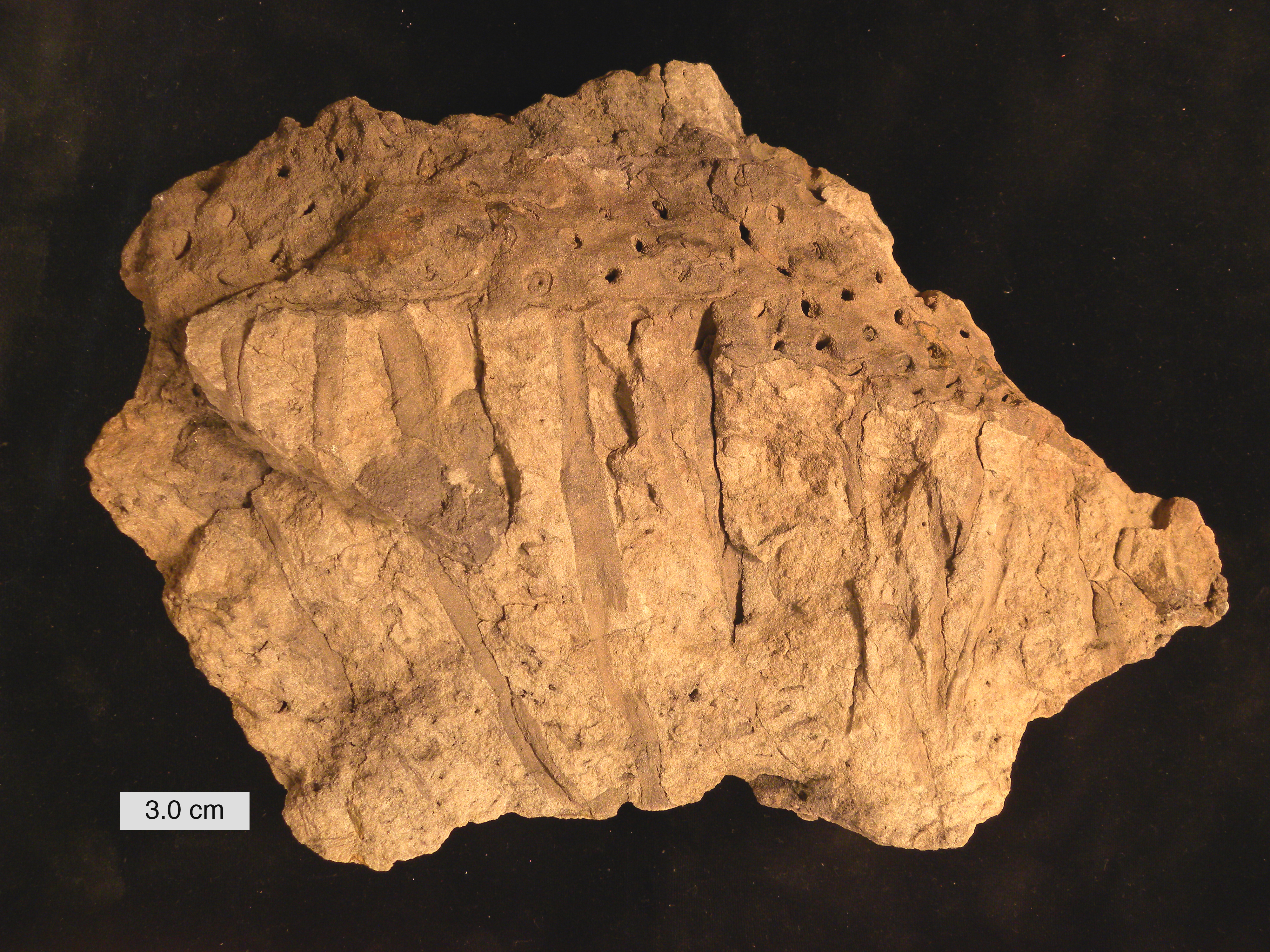
細根（下）と、表面にその脱落痕を備えたスティグマリア Stigmaria（上部）

リンボク類の基部には、二又分枝する地下性器官であるリゾモルフ（rhizomorph、担根体）があった。これはスティグマリア Stigmaria とよばれる器官属で知られる。スティグマリアには螺旋状に細根（rootlet）が並ぶが、多くは基部から脱落し、スティグマリア表面にはその脱落痕（rootlet scar）が見られる。